# Peter van Ingen
Peter van Ingen (Amsterdam, 19 september 1950) is een Nederlandse journalist en televisieprogrammamaker. 

## Biografie
Tijdens zijn rechtenstudie werkte Peter van Ingen als hulpverlener bij het JAC (Jongeren Advies Centrum Amsterdam). Zijn journalistieke loopbaan begon hij in 1979 bij STAD Radio Amsterdam, waar hij onder meer de programma’s de Klaaglijn en Amsterdam Sociaal presenteerde. In 1986 maakte Van Ingen de overstap naar de VPRO, de omroep waar hij tot zijn pensioen in 2017 werkte als presentator, programmamaker en eindredacteur. Sinds 2017 is Van Ingen actief als zelfstandig producent.
In 2023 verscheen zijn boek Dat is Jaap over de dirigent Jaap van Zweden.

## VPRO

#### Eindredacteur / (mede-)programmamaker
- Zomergasten: eindredacteur van 2003 tot 2017. Het programma ontving in 2014 de Ere Zilveren Nipkowschijf.
- De Jong in Uitvoering, later Pakhuis De Jong (2000-2009) met Wilfried de Jong.
- Veldpost Balkan (1999): negendelige serie reportages waarin lokale filmmakers verslag deden vanuit verschillende locaties in voormalig Joegoslavië over hoe de plaatselijke bevolking probeerde te overleven tijdens een oorlog; i.s.m. Frans Bromet.
- Veldpost Europa (1998-1999): tweewekelijkse serie reportages over achterstandswijken in diverse Europese steden (Lille, Manchester, Oost-Berlijn, Sevilla, Eindhoven), waar lokale filmmakers verslag deden van de leefomstandigheden van de plaatselijke bevolking; i.s.m. Frans Bromet.
- Wat is nou …? (1997-1998): reportages i.s.m. Frans Bromet waarin veelgehoorde, maar onduidelijke begrippen op hun betekenis werden onderzocht.
- Veldpost (1996-1997): wekelijks reportageprogramma met jonge makers over armoede in Nederland; i.s.m. Frans Bromet. Het programma ontving in 1997 de Zilveren Nipkowschijf.
- Marco Polo (1995-1996): elfdelige serie reportages over de bewoners van de wijken Bos en Lommer en de Baarsjes in Amsterdam-West. Makers waren jonge Nederlandse talenten met een migratieachtergrond die de problemen in deze achterstandswijken in beeld brachten; i.s.m Frans Bromet.
- Een Oceaan van Hoop, gesprekken met Jan Wolkers over de oorlogsjaren (1994): zesdelige serie interviews.
- Het Generaalsdebat (1993): vier generaals debatteerden over de militaire situatie in Europa na de ineenstorting van de voormalige Sovjet-Unie. Met de opperbevelhebber van de NAVO-strijdkrachten, de opperbevelhebber van de GOS-strijdkrachten, de inspecteur-generaal van de Duitse strijdkrachten en de chef-defensiestaf Nederland.
- Belevenissen (1989-1992): tweewekelijkse reportages waarin een persoon uit de actualiteit werd gevolgd in de week waarin een voor hem/haar belangrijke gebeurtenis plaatsvond.
- VPRO Nieuws (1986): reportageprogramma i.s.m. editor Mario Steenbergen.

#### Presentator
- Buitenhof (1995-2012): live politiek discussieprogramma met wisselende presentatoren.
- Zomergasten: presentator van 1988 tot 1995.
- Symposium (1993): debatprogramma.

## Overige
- Fraude Film Festival: programmadirecteur sinds de oprichting in 2014 tot 2018. In samenwerking met onder andere de FIOD en de NVWA werden films vertoond op het gebied van fraude en corruptiebestrijding en debatten georganiseerd met Nederlandse en internationale experts op het gebied van fraude en fraudebestrijding.
- Voor het Dallas Symphony Orchestra (DSO) en het Hong Kong Philharmonic Orchestra produceerde Peter van Ingen diverse videoproducties, onder andere over Jaap van Zweden en de concerten waarbij hij deze orkesten dirigeerde.
- Als onderdeel van het John F. Kennedy Memorial Concert van het DSO voor de stad Dallas 21-24 november 2013 – 50 jaar na de moord op John F. Kennedy in Dallas - maakte Van Ingen een filmprojectie in samenwerking met Maaike Engels.